# Grajal de Campos
Grajal de Campos est une commune d'Espagne de la province de León dans la communauté autonome de Castille-et-León. Elle fait partie de la comarque naturelle de Tierra de Sahagún.
La commune est traversée par une variante du Camino francés du Pèlerinage de Saint-Jacques-de-Compostelle, qui vient de Villada et qui rejoint ici la Ruta de Madrid venant du sud avant d'atteindre Sahagún.

## Démographie
| 1991 |  | 1996 |  | 2001 |  | 2004 |  | 2008 |  | 2010 |
| ---- |  | ---- |  | ---- |  | ---- |  | ---- |  | ---- |
| 359  |  | 308  |  | 283  |  | 279  |  | 247  |  | 246  |

## Culture et patrimoine

### Pèlerinage de Compostelle
Sur le Camino francés du Pèlerinage de Saint-Jacques-de-Compostelle, on vient de Pozuelos del Rey dans le municipio de Villada, par la même variante sud au départ de Carrión de los Condes.
Cette variante rejoint ici la Ruta de Madrid venant du sud, avant d'atteindre la prochaine étape commune de Sahagún où l'on rejoint le tracé principal du Camino francés.

### Sources et bibliographie
- (es) Cet article est partiellement ou en totalité issu de l’article de Wikipédia en espagnol intitulé « Grajal de Campos » (voir la liste des auteurs).
- Grégoire, J.-Y. & Laborde-Balen, L. , « Le Chemin de Saint-Jacques en Espagne - De Saint-Jean-Pied-de-Port à Compostelle - Guide pratique du pèlerin », Rando Éditions, mars 2006,  (ISBN 2-84182-224-9)
- « Camino de Santiago St-Jean-Pied-de-Port - Santiago de Compostela », Michelin et Cie, Manufacture Française des Pneumatiques Michelin, Paris, 2009,  (ISBN 978-2-06-714805-5)
- « Le Chemin de Saint-Jacques Carte Routière », Junta de Castilla y León, Editorial Everest